# Icteranthidium nitens
Icteranthidium nitens är en biart som först beskrevs av Morawitz 1896.  Icteranthidium nitens ingår i släktet Icteranthidium och familjen buksamlarbin. Inga underarter finns listade i Catalogue of Life.